# Monts de Puvirnituq
Les monts de Puvirnituq sont un massif de montagnes situé dans la péninsule d'Ungava.

## Géographie

### Localisation
La chaîne traverse la péninsule d'Ungava entre les villages d'Akulivik, sur la côte de la baie d'Hudson, et de Kangiqsujuaq, dans le détroit d'Hudson.

### Topographie
Ses sommets dépassent rarement les 600 mètres. Bien que la chaîne soit bien définie dans sa portion ouest, elle se transforme progressivement en plateaux vers l'est : celui de Salluit (au nord-est), de la Vachon (à l'est) et des lacs Lesdiguières et Couture (au sud).

### Géologie
Le massif s'est formé à l'ère paléoprotérozoïque, il y a environ 1 800 millions d'années. Il est créé par la collision entre la province du Supérieur et la province de Churchill lors de la fermeture de l'océan Manikewan.
Le sol des monts de Puvirnituq est caractérisé par la fosse de l'Ungava.
Très érodé, le massif prend la forme d'un long pli. Ses sommets ont déjà atteint une hauteur similaire à celle des Rocheuses canadiennes.